# Puchar Świata w Piłce Siatkowej Mężczyzn 2011
Puchar Świata w Piłce Siatkowej Mężczyzn 2011 odbył się w dniach 20 listopada – 4 grudnia 2011 w Japonii. Turniej był pierwszą okazją do zakwalifikowania się do Letnich Igrzysk Olimpijskich 2012 w Londynie. Najlepsze trzy drużyny (Rosja, Polska i Brazylia) uzyskały awans na igrzyska i dołączyły do Wielkiej Brytanii, która ma zapewniony udział w igrzyskach jako gospodarz.

## Kwalifikacje
Udział w Pucharze Świata miało zapewnionych dwanaście drużyn:
- Gospodarz Pucharu Świata
- Pięciu mistrzów kontynentów z 2011.
- Cztery najlepsze drużyny z drugiego miejsca z mistrzostw kontynentalnych z 2011 roku (według rankingu FIVB z 15 stycznia 2011).
  - Jeśli Japonia wygra lub zajmie drugie miejsce w mistrzostwach Azji 2011, tj. jedno z miejsc premiowanych awansem, do turnieju zakwalifikuje się drużyna, która zajmie miejsce następne.
- Dwie dzikie karty przyznane finalistom mistrzostw kontynentów.

| Mistrzostwa                                                                         | Zakwalifikowani        |
| ----------------------------------------------------------------------------------- | ---------------------- |
| Gospodarz                                                                           | Japonia                |
| Mistrzostwa Afryki w Piłce Siatkowej Mężczyzn 2011                                  | Egipt                  |
| Mistrzostwa Ameryki Północnej, Środkowej i Karaibów w Piłce Siatkowej Mężczyzn 2011 | Kuba Stany Zjednoczone |
| Mistrzostwa Azji w Piłce Siatkowej Mężczyzn 2011                                    | Iran Chiny             |
| Mistrzostwa Europy w Piłce Siatkowej Mężczyzn 2011                                  | Serbia Włochy          |
| Mistrzostwa Ameryki Południowej w Piłce Siatkowej Mężczyzn 2011                     | Brazylia Argentyna     |
| Dzikie karty – 2 kraje                                                              | Polska Rosja           |

Ranking FIVB wicemistrzów kontynentalnych (stan na 15 stycznia 2011)
| Pozycja | Reprezentacja     | Kontynent (strefa)              |
| ------- | ----------------- | ------------------------------- |
| 5       | Stany Zjednoczone | Ameryka Północna (NORCECA)      |
| 6       | Włochy            | Europa (CEV)                    |
| 8       | Argentyna         | Ameryka Południowa (CSV)        |
| 11      | Chiny             | Azja, Australia i Oceania (AVC) |
| 17      | Kamerun           | Afryka (CAVB)                   |

Kalendarz mistrzostw kontynentalnych:
| Kontynent (strefa)              | Data                           | Gospodarz            |
| ------------------------------- | ------------------------------ | -------------------- |
| Afryka (CAVB)                   | 22–30 września 2011            | Maroko – Tangier     |
| Azja, Australia i Oceania (AVC) | 21–29 września 2011            | Iran – Teheran       |
| Europa (CEV)                    | 10–18 września 2011            | Austria & Czechy     |
| Ameryka Północna (NORCECA)      | 29 sierpnia – 3 września 2011  | Portoryko – Mayagüez |
| Ameryka Południowa (CSV)        | 19 września – 25 września 2011 | Brazylia – Cuiabá    |

## Hale Sportowe
| runda | Grupa A                           | Grupa B                        |
| ----- | --------------------------------- | ------------------------------ |
| 1.    | Nippon Gaishi Hall                | Kagoshima Arena                |
| 2.    | Osaka Municipal Central Gymnasium | Kumamoto Prefectural Gymnasium |
| 3.    | Marine Messe Fukuoka              | Hamamatsu Arena                |
| 4.    | Yoyogi National Gymnasium         | Tokyo Metropolitan Gymnasium   |

## Terminarz i wyniki

### 1° runda

#### Nagoya (Nippon Gaishi Hall)
Wyniki
| Data  | Godz. | Drużyna 1 | Wynik | Drużyna 2 | 1     | 2     | 3     | 4     | 5     | Widzów | * |
| ----- | ----- | --------- | ----- | --------- | ----- | ----- | ----- | ----- | ----- | ------ | - |
| 20.11 | 11:00 | Serbia    | 0:3   | Argentyna | 20:25 | 13:25 | 18:25 |       |       | 1240   |   |
| 20.11 | 15:00 | Polska    | 3:0   | Kuba      | 25:21 | 25:23 | 25:16 |       |       | 2610   |   |
| 20.11 | 18:20 | Iran      | 3:1   | Japonia   | 17:25 | 25:20 | 25:23 | 25:15 |       | 6190   |   |
| 21.11 | 11:00 | Kuba      | 3:0   | Iran      | 25:17 | 25:17 | 25:22 |       |       | 290    |   |
| 21.11 | 15:00 | Serbia    | 1:3   | Polska    | 25:21 | 18:25 | 19:25 | 28:30 |       | 730    |   |
| 21.11 | 18:20 | Argentyna | 3:2   | Japonia   | 25:22 | 21:25 | 11:25 | 25:15 | 15:12 | 3730   |   |
| 22.11 | 11:00 | Iran      | 3:2   | Serbia    | 25:17 | 18:25 | 21:25 | 25:21 | 15:11 | 260    |   |
| 22.11 | 15:00 | Polska    | 3:1   | Argentyna | 18:25 | 25:20 | 25:23 | 25:22 |       | 705    |   |
| 22.11 | 18:20 | Japonia   | 0:3   | Kuba      | 21:25 | 23:25 | 22:25 |       |       | 4380   |   |

#### Kagoshima (Kagoshima Arena)
Wyniki
| Data  | Godz. | Drużyna 1         | Wynik | Drużyna 2         | 1     | 2     | 3     | 4     | 5     | Widzów | * |
| ----- | ----- | ----------------- | ----- | ----------------- | ----- | ----- | ----- | ----- | ----- | ------ | - |
| 20.11 | 11:00 | Chiny             | 0:3   | Stany Zjednoczone | 14:25 | 23:25 | 21:25 |       |       | 4000   |   |
| 20.11 | 15:00 | Włochy            | 1:3   | Rosja             | 25:22 | 22:25 | 22:25 | 21:25 |       | 4800   |   |
| 20.11 | 18:20 | Egipt             | 0:3   | Brazylia          | 19:25 | 13:25 | 19:25 |       |       | 3500   |   |
| 21.11 | 11:00 | Egipt             | 0:3   | Włochy            | 22:25 | 15:25 | 20:25 |       |       | 4000   |   |
| 21.11 | 15:00 | Brazylia          | 3:1   | Stany Zjednoczone | 25:17 | 25:18 | 16:25 | 25:16 |       | 3000   |   |
| 21.11 | 18:20 | Rosja             | 3:0   | Chiny             | 25:18 | 25:20 | 25:18 |       |       | 2500   |   |
| 22.11 | 11:00 | Chiny             | 0:3   | Egipt             | 20:25 | 20:25 | 18:25 |       |       | 2300   |   |
| 22.11 | 15:00 | Włochy            | 3:2   | Brazylia          | 25:16 | 20:25 | 18:25 | 25:21 | 22:20 | 5000   |   |
| 22.11 | 18:20 | Stany Zjednoczone | 0:3   | Rosja             | 18:25 | 18:25 | 24:26 |       |       | 4000   |   |

### 2° runda

#### Osaka (Osaka Municipal Central Gymnasium)
Wyniki
| Data  | Godz. | Drużyna 1 | Wynik | Drużyna 2 | 1     | 2     | 3     | 4     | 5     | Widzów | * |
| ----- | ----- | --------- | ----- | --------- | ----- | ----- | ----- | ----- | ----- | ------ | - |
| 24.11 | 11:00 | Argentyna | 3:1   | Kuba      | 17:25 | 25:16 | 25:21 | 25:17 |       | 710    |   |
| 24.11 | 15:00 | Polska    | 2:3   | Iran      | 25:23 | 26:28 | 25:8  | 24:26 | 11:15 | 1240   |   |
| 24.11 | 18:20 | Serbia    | 3:2   | Japonia   | 25:21 | 25:22 | 18:25 | 22:25 | 15:12 | 5010   |   |
| 25.11 | 11:00 | Iran      | 3:2   | Argentyna | 15:25 | 25:21 | 24:26 | 25:16 | 15:12 | 540    |   |
| 25.11 | 15:00 | Kuba      | 3:1   | Serbia    | 17:25 | 25:21 | 25:22 | 25:17 |       | 1460   |   |
| 25.11 | 18:20 | Japonia   | 1:3   | Polska    | 25:23 | 21:25 | 19:25 | 18:25 |       | 8000   |   |

#### Kumamoto (Kumamoto Prefectural Gymnasium)
Wyniki
| Data  | Godz. | Drużyna 1         | Wynik | Drużyna 2         | 1     | 2     | 3     | 4     | 5    | Widzów | * |
| ----- | ----- | ----------------- | ----- | ----------------- | ----- | ----- | ----- | ----- | ---- | ------ | - |
| 24.11 | 11:00 | Egipt             | 0:3   | Stany Zjednoczone | 19:25 | 20:25 | 20:25 |       |      | 1500   |   |
| 24.11 | 15:00 | Brazylia          | 3:0   | Rosja             | 25:16 | 25:19 | 25:22 |       |      | 2500   |   |
| 24.11 | 18:20 | Włochy            | 3:0   | Chiny             | 25:10 | 25:18 | 25:14 |       |      | 2000   |   |
| 25.11 | 11:00 | Rosja             | 3:1   | Egipt             | 25:18 | 25:17 | 23:25 | 25:9  |      | 1350   |   |
| 25.11 | 15:00 | Chiny             | 2:3   | Brazylia          | 25:23 | 10:25 | 18:25 | 25:19 | 8:15 | 2200   |   |
| 25.11 | 18:20 | Stany Zjednoczone | 1:3   | Włochy            | 39:41 | 22:25 | 25:22 | 21:25 |      | 3000   |   |

### 3° runda

#### Fukuoka (Marine Messe Fukuoka)
Wyniki
| Data  | Godz. | Drużyna 1 | Wynik | Drużyna 2         | 1     | 2     | 3     | 4     | 5 | Widzów | * |
| ----- | ----- | --------- | ----- | ----------------- | ----- | ----- | ----- | ----- | - | ------ | - |
| 27.11 | 11:00 | Iran      | 0:3   | Stany Zjednoczone | 15:25 | 25:27 | 14:25 |       |   | 1700   |   |
| 27.11 | 15:00 | Polska    | 3:1   | Chiny             | 17:25 | 25:20 | 25:21 | 25:19 |   | 2600   |   |
| 27.11 | 18:20 | Japonia   | 3:1   | Egipt             | 27:29 | 25:17 | 25:23 | 25:12 |   | 6800   |   |
| 28.11 | 11:00 | Iran      | 3:0   | Egipt             | 25:18 | 25:21 | 25:15 |       |   | 350    |   |
| 28.11 | 15:00 | Polska    | 3:0   | Stany Zjednoczone | 25:15 | 25:20 | 25:18 |       |   | 900    |   |
| 28.11 | 18:20 | Japonia   | 3:0   | Chiny             | 25:23 | 25:20 | 26:24 |       |   | 4340   |   |
| 29.11 | 11:00 | Polska    | 3:0   | Egipt             | 25:21 | 26:24 | 25:21 |       |   | 350    |   |
| 29.11 | 15:00 | Iran      | 0:3   | Chiny             | 19:25 | 19:25 | 17:25 |       |   | 920    |   |
| 29.11 | 18:20 | Japonia   | 0:3   | Stany Zjednoczone | 37:39 | 16:25 | 15:25 |       |   | 5200   |   |

#### Hamamatsu (Hamamatsu Arena)
Wyniki
| Data  | Godz. | Drużyna 1 | Wynik | Drużyna 2 | 1     | 2     | 3     | 4     | 5     | Widzów | * |
| ----- | ----- | --------- | ----- | --------- | ----- | ----- | ----- | ----- | ----- | ------ | - |
| 27.11 | 11:00 | Serbia    | 0:3   | Rosja     | 16:25 | 16:25 | 15:25 |       |       | 3040   |   |
| 27.11 | 15:00 | Argentyna | 0:3   | Brazylia  | 22:25 | 20:25 | 21:25 |       |       | 4200   |   |
| 27.11 | 18:20 | Kuba      | 3:1   | Włochy    | 25:21 | 19:25 | 25:20 | 25:17 |       | 2050   |   |
| 28.11 | 11:00 | Argentyna | 0:3   | Rosja     | 23:25 | 22:25 | 19:25 |       |       | 1300   |   |
| 28.11 | 15:00 | Kuba      | 3:2   | Brazylia  | 17:25 | 25:22 | 25:23 | 20:25 | 15:12 | 1200   |   |
| 28.11 | 18:20 | Serbia    | 1:3   | Włochy    | 20:25 | 18:25 | 25:22 | 20:25 |       | 900    |   |
| 29.11 | 11:00 | Kuba      | 1:3   | Rosja     | 23:25 | 27:25 | 18:25 | 12:25 |       | 1700   |   |
| 29.11 | 15:00 | Argentyna | 1:3   | Włochy    | 36:34 | 20:25 | 19:25 | 20:25 |       | 1200   |   |
| 29.11 | 18:20 | Serbia    | 3:1   | Brazylia  | 27:25 | 20:25 | 25:20 | 25:22 |       | 3000   |   |

### 4° runda

#### Tokio (Yoyogi National Stadium)
Wyniki
| Data | Godz. | Drużyna 1 | Wynik | Drużyna 2 | 1     | 2     | 3     | 4     | 5     | Widzów | * |
| ---- | ----- | --------- | ----- | --------- | ----- | ----- | ----- | ----- | ----- | ------ | - |
| 2.12 | 11:00 | Iran      | 0:3   | Brazylia  | 20:25 | 18:25 | 16:25 |       |       | 700    |   |
| 2.12 | 15:00 | Polska    | 3:2   | Włochy    | 17:25 | 20:25 | 25:23 | 25:21 | 15:12 | 1500   |   |
| 2.12 | 18:20 | Japonia   | 0:3   | Rosja     | 23:25 | 16:25 | 23:25 |       |       | 7700   |   |
| 3.12 | 11:00 | Iran      | 0:3   | Rosja     | 29:31 | 21:25 | 18:25 |       |       | 1500   |   |
| 3.12 | 15:00 | Polska    | 2:3   | Brazylia  | 25:18 | 25:21 | 18:25 | 19:25 | 12:15 | 5000   |   |
| 3.12 | 18:20 | Japonia   | 0:3   | Włochy    | 22:25 | 24:26 | 22:25 |       |       | 11000  |   |
| 4.12 | 11:10 | Polska    | 2:3   | Rosja     | 23:25 | 25:23 | 22:25 | 25:17 | 15:17 | 2400   |   |
| 4.12 | 15:10 | Iran      | 1:3   | Włochy    | 13:25 | 17:25 | 25:20 | 18:25 |       | 5400   |   |
| 4.12 | 18:20 | Japonia   | 0:3   | Brazylia  | 21:25 | 19:25 | 22:25 |       |       | 12000  |   |

#### Tokio (Tokio Metropolitan Gymnasium)
Wyniki
| Data | Godz. | Drużyna 1 | Wynik | Drużyna 2         | 1     | 2     | 3     | 4     | 5     | Widzów | * |
| ---- | ----- | --------- | ----- | ----------------- | ----- | ----- | ----- | ----- | ----- | ------ | - |
| 2.12 | 11:00 | Serbia    | 3:1   | Egipt             | 25:20 | 19:25 | 25:22 | 28:26 |       | 310    |   |
| 2.12 | 15:00 | Kuba      | 3:2   | Chiny             | 25:21 | 18:25 | 26:28 | 25:20 | 15:13 | 450    |   |
| 2.12 | 18:20 | Argentyna | 2:3   | Stany Zjednoczone | 29:27 | 14:25 | 17:25 | 25:20 | 12:15 | 550    |   |
| 3.12 | 11:00 | Serbia    | 3:1   | Chiny             | 24:26 | 25:18 | 25:19 | 25:12 |       | 450    |   |
| 3.12 | 15:00 | Argentyna | 3:0   | Egipt             | 25:20 | 25:21 | 25:17 |       |       | 650    |   |
| 3.12 | 18:20 | Kuba      | 2:3   | Stany Zjednoczone | 20:25 | 25:14 | 18:25 | 25:22 | 11:15 | 850    |   |
| 4.12 | 11:10 | Kuba      | 3:1   | Egipt             | 26:24 | 23:25 | 25:23 | 25:20 |       | 500    |   |
| 4.12 | 14:10 | Argentyna | 3:0   | Chiny             | 25:23 | 31:29 | 25:18 |       |       | 700    |   |
| 4.12 | 17:00 | Serbia    | 3:0   | Stany Zjednoczone | 25:23 | 25:17 | 25:19 |       |       | 900    |   |

### Tabela
| Lp. | Drużyna           | Pkt | Mecze | Mecze   | Mecze   | Sety | Sety | Sety  | Małe punkty | Małe punkty | Małe punkty |
| Lp. | Drużyna           | Pkt | M     | W (3:2) | P (2:3) | wyg. | prz. | ratio | zdob.       | str.        | ratio       |
| --- | ----------------- | --- | ----- | ------- | ------- | ---- | ---- | ----- | ----------- | ----------- | ----------- |
| 1   | Rosja             | 29  | 11    | 10 (1)  | 1 (0)   | 30   | 8    | 3.750 | 916         | 781         | 1.173       |
| 2   | Polska            | 26  | 11    | 8 (1)   | 3 (3)   | 30   | 15   | 2.000 | 1032        | 944         | 1.093       |
| 3   | Brazylia          | 24  | 11    | 8 (2)   | 3 (2)   | 29   | 14   | 2.071 | 983         | 857         | 1.147       |
| 4   | Włochy            | 24  | 11    | 8 (1)   | 3 (1)   | 28   | 15   | 1.867 | 1029        | 925         | 1.112       |
| 5   | Kuba              | 20  | 11    | 7 (2)   | 4 (1)   | 25   | 19   | 1.316 | 964         | 964         | 1.000       |
| 6   | Stany Zjednoczone | 16  | 11    | 6 (2)   | 5 (0)   | 20   | 19   | 1.053 | 884         | 865         | 1.022       |
| 7   | Argentyna         | 16  | 11    | 5 (1)   | 6 (2)   | 21   | 21   | 1.000 | 929         | 925         | 1.004       |
| 8   | Serbia            | 15  | 11    | 5 (1)   | 6 (1)   | 20   | 23   | 0.870 | 928         | 968         | 0.959       |
| 9   | Iran              | 12  | 11    | 5 (3)   | 6 (0)   | 16   | 25   | 0.640 | 835         | 925         | 0.903       |
| 10  | Japonia           | 8   | 11    | 2 (0)   | 9 (2)   | 12   | 28   | 0.429 | 874         | 930         | 0.940       |
| 11  | Chiny             | 5   | 11    | 1 (0)   | 10 (2)  | 9    | 30   | 0.300 | 779         | 919         | 0.848       |
| 12  | Egipt             | 3   | 11    | 1 (0)   | 10 (0)  | 7    | 30   | 0.233 | 755         | 905         | 0.834       |

Źródło: fivb.org
Punktacja: 3:0 i 3:1 – 3 pkt; 3:2 – 2 pkt; 2:3 – 1 pkt; 1:3 i 0:3 – 0 pkt
Zasady ustalania kolejności: 1. liczba punktów; 2. liczba zwycięstw; 3. stosunek setów; 4. stosunek małych punktów; 5. bilans w bezpośrednich meczach
     awans na Igrzyska Olimpijskie 2012

## Nagrody indywidualne
| MVP              | Najlepszy punktujący     | Najlepszy blokujący | Najlepszy atakujący | Najlepszy zagrywający | Najlepszy przyjmujący | Najlepszy rozgrywający | Najlepszy libero |
| ---------------- | ------------------------ | ------------------- | ------------------- | --------------------- | --------------------- | ---------------------- | ---------------- |
| Maksim Michajłow | Fernando Hernández Ramos | Marcin Możdżonek    | Ahmed Abdelhay      | Cristian Savani       | Sérgio Dutra Santos   | Luciano De Cecco       | Ren Qi           |